# Platysoma compressum
Platysoma compressum är en skalbaggsart som först beskrevs av Herbst 1783.  Platysoma compressum ingår i släktet Platysoma och familjen stumpbaggar. Enligt den svenska rödlistan är arten sårbar i Sverige. Arten förekommer i Götaland, Gotland och Svealand. Artens livsmiljö är skogslandskap. Inga underarter finns listade i Catalogue of Life.